# باشگاه ارتش کره‌جنوبی
باشگاه ارتش کره‌جنوبی (انگلیسی: Korea Armed Forces Athletic Corps) یک باشگاه ورزشی از کره جنوبی است که در شهر مونگیئونگ استان جیونگسانگ شمالی قرار دارد. این تیم سابقه مقام چهارمی در مسابقات باشگاهی قهرمانی آسیا ۱۹۷۱ را دارد.